# Billet de 10 bolivars vénézuéliens
Le billet de 10 bolivars vénézuéliens (10 Bs.F.) est le billet ayant la quatrième valeur la plus élevée en circulation au Venezuela après les billets de 100, 50 et 20 bolivars. La dernière version, en circulation depuis 2018, mesure 156 sur 69 millimètres, comme tous les billets en circulation depuis 2008. 
De 2007 à 2014, le recto comporte un portrait du cacique Guaicaipuro (1530-1568) par Pedro Centeno Vallenilla tandis que le verso comporte de gauche à droite les armoiries du pays, un spécimen de l'espèce de Harpie féroce (Harpia harpyja), un aigle forestier d'Amérique latine sur un fond représentant les chutes Ucaima et les tepuys Venado et Kurún et la zone comportant le filigrane.
Le billet en circulation depuis 2018 comporte au recto un portrait de Rafael Urdaneta (1788-1845)  et au verso une représentation d'un tamanoir sur fond d'éclairs dans le parc national des Marécages de Juan Manuel.